# Arrest De Lasteyrie
Het arrest De Lasteyrie du Saillant is een uitspraak van het Europees Hof van Justitie van 11 maart 2004 (zaak C-9/02) inzake:
- Een ingezetene van Frankrijk verhuist naar een andere lidstaat (België).
- Belastingheffing over de waardevermeerdering van een aanmerkelijk belang,
- krachtens het Franse artikel 167 bis CGI,
- is in strijd met het beginsel van vrije vestiging.

## Artikel 167 bis CGI
38. Artikel 167 bis CGI legt het beginsel vast van belastingheffing, op de datum van de verplaatsing van de woonplaats van een belastingplichtige van Frankrijk naar het buitenland, over de waardevermeerderingen van vennootschapsrechten. Deze waardevermeerdering wordt bepaald door de prijs waartegen deze effecten zijn verkregen af te trekken van de waarde ervan op de datum van de verplaatsing van de woonplaats. Enkel belastingplichtigen die rechtstreeks of onrechtstreeks tezamen met hun familieleden op enig moment gedurende de laatste vijf jaren voorafgaand aan vorenbedoelde datum recht hadden op meer dan 25% van de vennootschapswinst zijn aan de belasting onderworpen. Het bijzondere van deze bepaling bestaat hierin dat zij latente waardevermeerderingen belast.

## Casus en procesgang
Als Hughes de Lasteyrie du Saillant (hierna: De Lasteyrie) van Frankrijk naar België verhuist, krijgt hij van de Franse belastingdienst een aanslag inzake de waardevermeerdering van zijn aandeel in een aanmerkelijk belang.

12. De Lasteyrie heeft op 12 september 1998 Frankrijk verlaten en zich in België gevestigd. Op die datum of in de loop van de vijf jaar daaraan voorafgaand bezat hij, rechtstreeks of onrechtstreeks tezamen met zijn familie, effecten die recht verleenden op meer dan 25% van de winst van een in Frankrijk gevestigde vennootschap die aan de vennootschapsbelasting was onderworpen. Aangezien de marktwaarde van deze effecten toen hoger was dan de prijs waartegen ze waren gekocht, werd de Lasteyrie overeenkomstig artikel 167 bis CGI en de uitvoeringsbepalingen ervan aan de belasting op waardevermeerderingen onderworpen.

13. De Lasteyrie heeft de Conseil d’État verzocht decreet nr. 99-590 nietig te verklaren wegens misbruik van bevoegdheid, stellende dat artikel 167 bis CGI onwettig was wegens strijd met het gemeenschapsrecht.

Deze rechter heeft het Hof verzocht om een prejudiciële beslissing.

## Rechtsvraag
- Is de Franse belastingwetgeving op dit punt in strijd met het beginsel van vrijheid van vestiging?

Verzet het beginsel van vrijheid van vestiging in artikel 52 EG-Verdrag zich ertegen dat een lidstaat ter voorkoming van belastingontwijking, een stelsel invoert waarbij waardevermeerderingen aan belasting worden onderworpen indien de fiscale woonplaats [naar het buitenland] wordt verplaatst, zoals hiervoor is uiteengezet [?]

## Uitspraak Hof
Een dergelijke bepaling van nationale wetgeving is in strijd met het gemeenschapsrecht.

[dictum] Het beginsel van vrijheid van vestiging van artikel 52 EG-Verdrag moet aldus worden uitgelegd, dat het zich ertegen verzet dat een lidstaat ter voorkoming van belastingontwijking, een stelsel zoals dit van artikel 167 bis [CGI] invoert waarbij nog niet gerealiseerde waardevermeerderingen worden belast wanneer de belastingplichtige zijn fiscale woonplaats van die lidstaat naar het buitenland verplaatst.

## Gevolgen
Dit arrest had grote gevolgen voor de belastingwetgeving in verschillende lidstaten.
Elke vorm van emigratiebelasting mist effect bij een verhuizing naar een andere lidstaat.
Duitsland zag zich genoodzaakt zijn belastingwetgeving in 2006 aan te passen.

## Tot besluit
- De gewraakte bepaling was de sluitsteen van belastingheffing over winst uit aanmerkelijk belang.